# Måndagar i solen
Måndagar i solen (spanska: Los lunes al sol) är en spansk-italiensk-fransk dramafilm från 2002 i regi av Fernando León de Aranoa.

## Utmärkelser
Filmen vann fem Goyapriser 2003, inklusive priset för bästa film.

## Rollista i urval
- Javier Bardem - Santa
- Luis Tosar - José Suárez
- José Ángel Egido - Lino Rivas
- Nieve de Medina - Ana
- Serge Riaboukine - Serguei
- Enrique Villén - Reina